# Essex Motor
Essex Motor – amerykańskie przedsiębiorstwo motoryzacyjne, stworzone w 1917 roku przez Hudson Motor Company, zajmujące się produkcją samochodów.